# Surrey-White Rock (circonscription britanno-colombienne)
Pour les articles homonymes, voir Surrey et White Rock.
Circonscription électorale provinciale du Canada
Surrey-White Rock est une circonscription provinciale de la Colombie-Britannique représentée à l'Assemblée législative de la Colombie-Britannique depuis 1991.

## Géographie
En 2020, la circonscription représente une partie de la ville de Surrey et la ville de White Rock dans le district régional du Grand Vancouver. La réserve autochtone Semiahmoo (en) et la baie Semiahmoo (en) sont aussi sur le territoire de la circonscription.

## Liste des députés
| Législature                                                             | Années                                                                  | Député                                                                  | Député                                                                  | Parti                                                                   |
| Surrey-White Rock Circonscription issue de Surrey-White Rock-Cloverdale | Surrey-White Rock Circonscription issue de Surrey-White Rock-Cloverdale | Surrey-White Rock Circonscription issue de Surrey-White Rock-Cloverdale | Surrey-White Rock Circonscription issue de Surrey-White Rock-Cloverdale | Surrey-White Rock Circonscription issue de Surrey-White Rock-Cloverdale |
| ----------------------------------------------------------------------- | ----------------------------------------------------------------------- | ----------------------------------------------------------------------- | ----------------------------------------------------------------------- | ----------------------------------------------------------------------- |
| 35e                                                                     | 1991–1996                                                               |                                                                         | Wilf Hurd (en)                                                          | Libéral                                                                 |
| 36e                                                                     | 1996–1997                                                               |                                                                         | Wilf Hurd (en)                                                          | Libéral                                                                 |
| 36e                                                                     | 1997-2001                                                               |                                                                         | Gordon Hogg                                                             | Libéral                                                                 |
| 37e                                                                     | 2001–2005                                                               |                                                                         | Gordon Hogg                                                             | Libéral                                                                 |
| 38e                                                                     | 2005–2009                                                               |                                                                         | Gordon Hogg                                                             | Libéral                                                                 |
| 39e                                                                     | 2009–2013                                                               |                                                                         | Gordon Hogg                                                             | Libéral                                                                 |
| 40e                                                                     | 2013–2017                                                               |                                                                         | Gordon Hogg                                                             | Libéral                                                                 |
| 41e                                                                     | 2017–2020                                                               |                                                                         | Tracy Redies (en)                                                       | Libérale                                                                |
| 42e                                                                     | 2020–2023                                                               |                                                                         | Trevor Halford (en)                                                     | Libérale                                                                |
| 42e                                                                     | 2023-2024                                                               |                                                                         | Trevor Halford (en)                                                     | United                                                                  |
| 43e                                                                     | 2020–en cours                                                           |                                                                         | Trevor Halford (en)                                                     | Conservateur                                                            |

## Résultats électoraux

Frontière de la circonscription en 2015.